# Codobatură galbenă
Codobatura galbenă (Motacilla flava) este o mică pasăre cântătoare din familia Motacillidae. Această specie cuibărește în cea mai mare parte a Europei temperate și a Asiei. Majoritatea populațiilor sunt migratoare, mutându-se iarna în sudul Africii tropicale și în sudul Asiei; mica populație care cuibărește în Egipt este însă rezidentă acolo.

## Descriere
Codobatura galbenă este o pasăre care măsoară puțin peste 15 cm în lungime. Femela are partea superioară, pieptul și capul în mare parte gri. Aripile și partea inferioară a spatelui sunt negre cu o bandă albă. Abdomenul este alb până la gălbui.

## Sistematică
Sistematica și filogenia acestei specii sunt extrem de confuze. Zeci de subspecii au fost descrise la un moment dat sau altul, iar aproximativ 15-20 sunt considerate valide în prezent, în funcție de autorul care le analizează.

### Subspecii
Subspeciile acceptate sunt enumerate mai jos în ordinea IOC.
- Motacilla flava flavissima
- Motacilla flava lutea
- Motacilla flava flava
- Motacilla flava beema
- Motacilla flava iberiae
- Motacilla flava cinereocapilla
- Motacilla flava pygmaea
- Motacilla flava leucocephala
- Motacilla flava feldegg
- Motacilla flava thunbergi

## Galerie

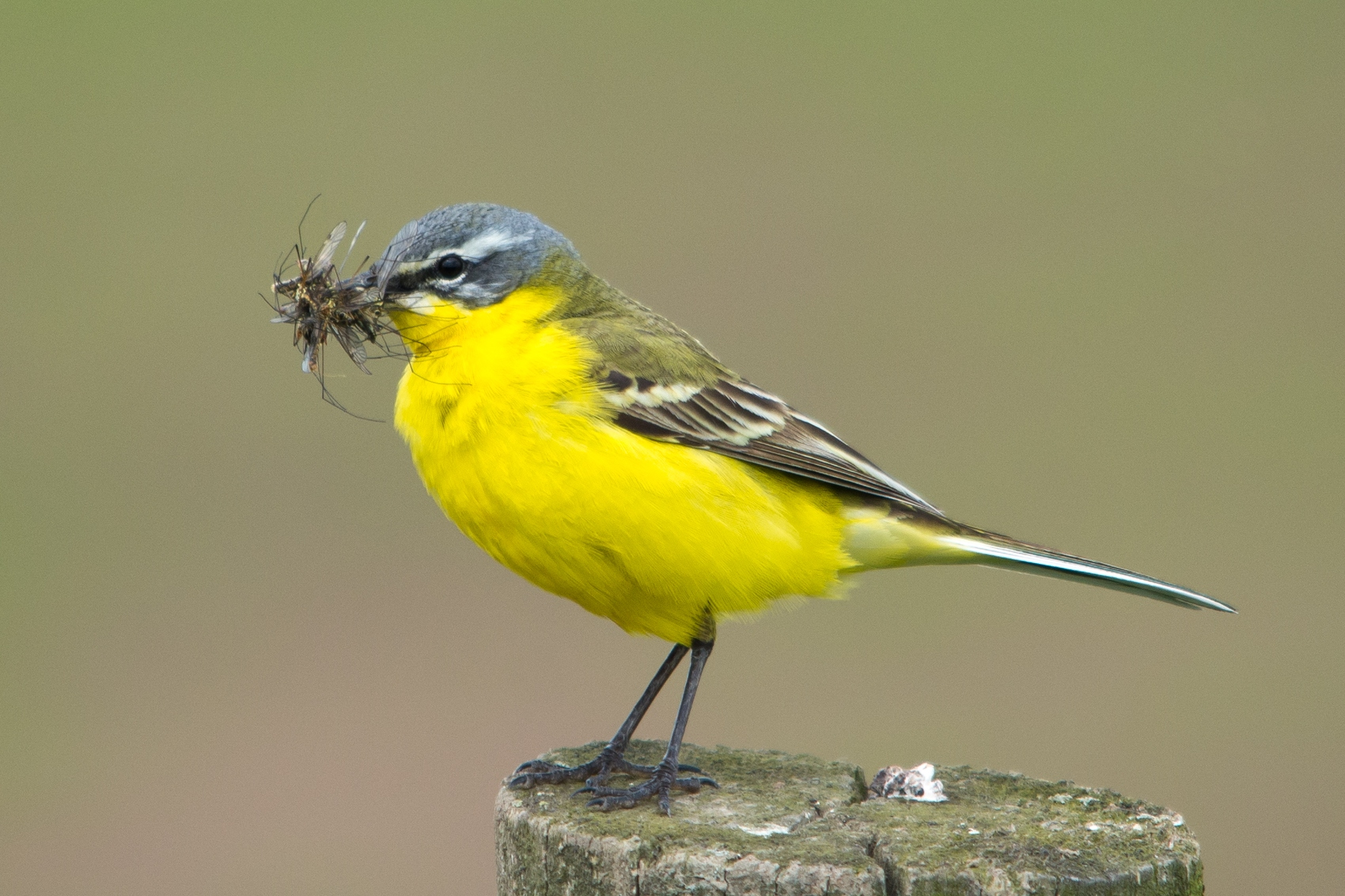
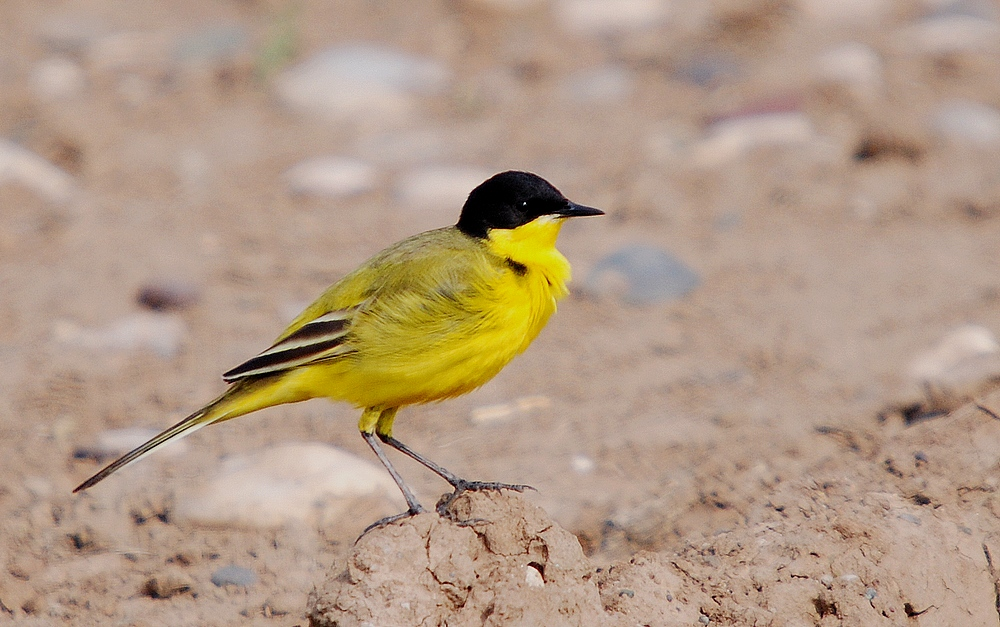
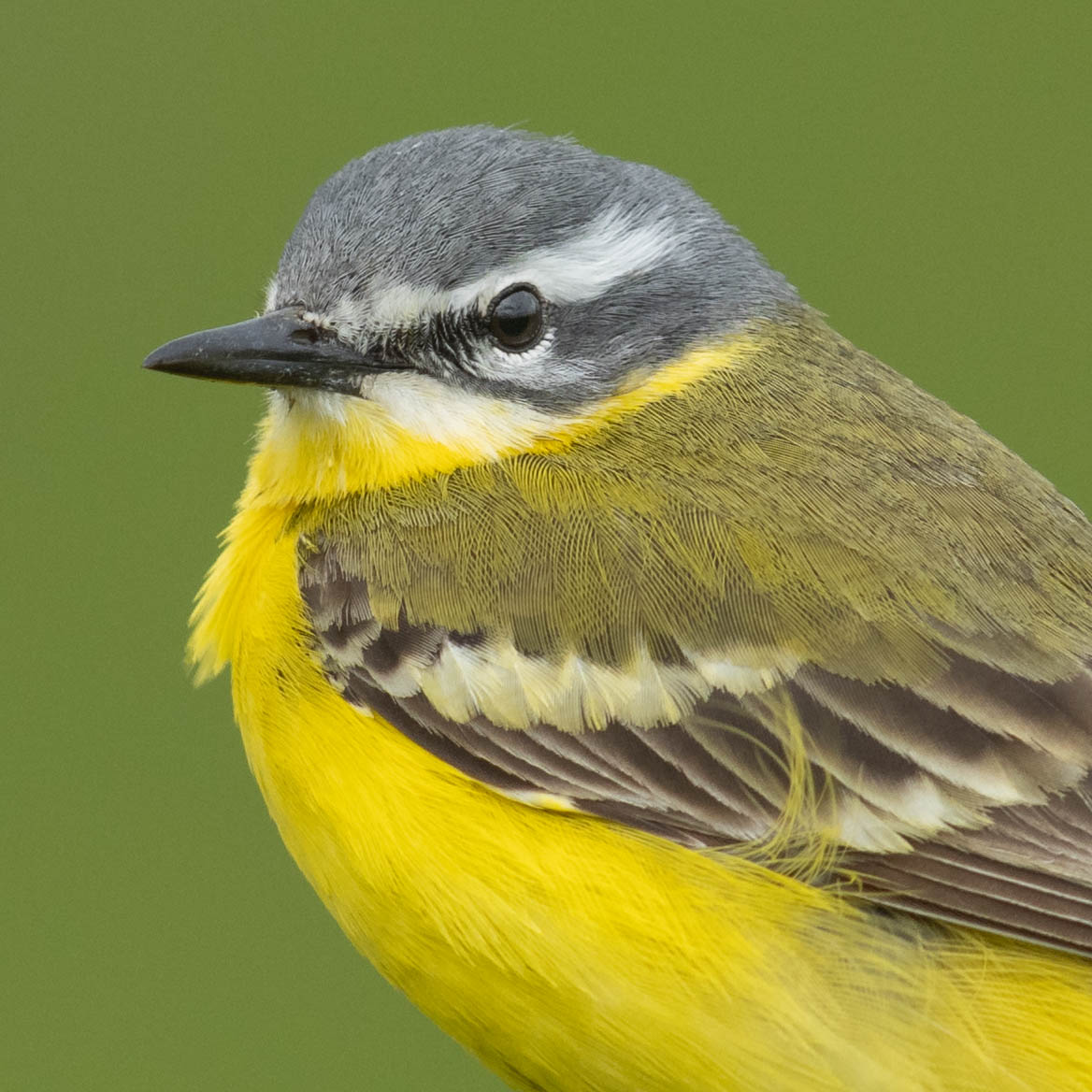
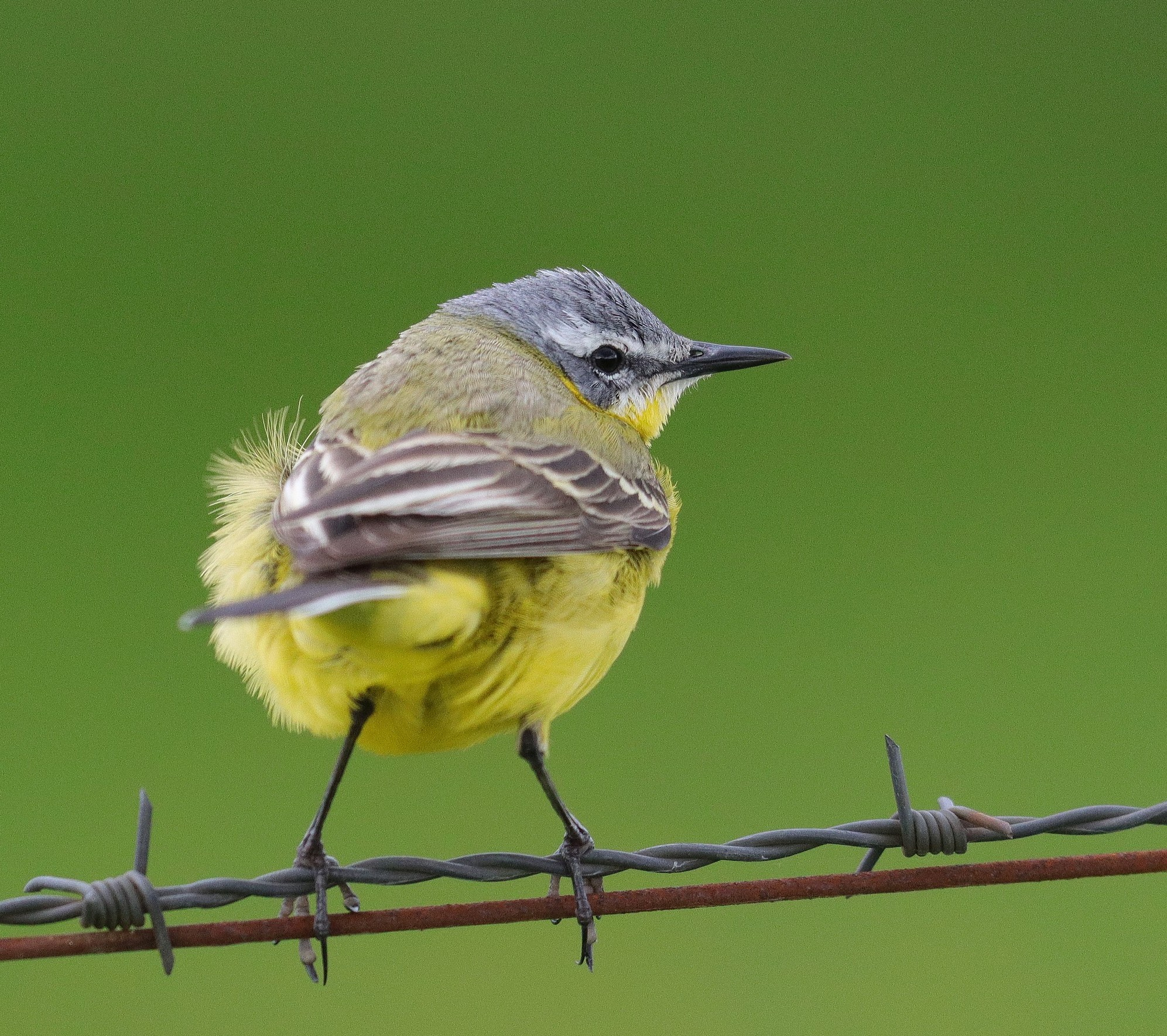
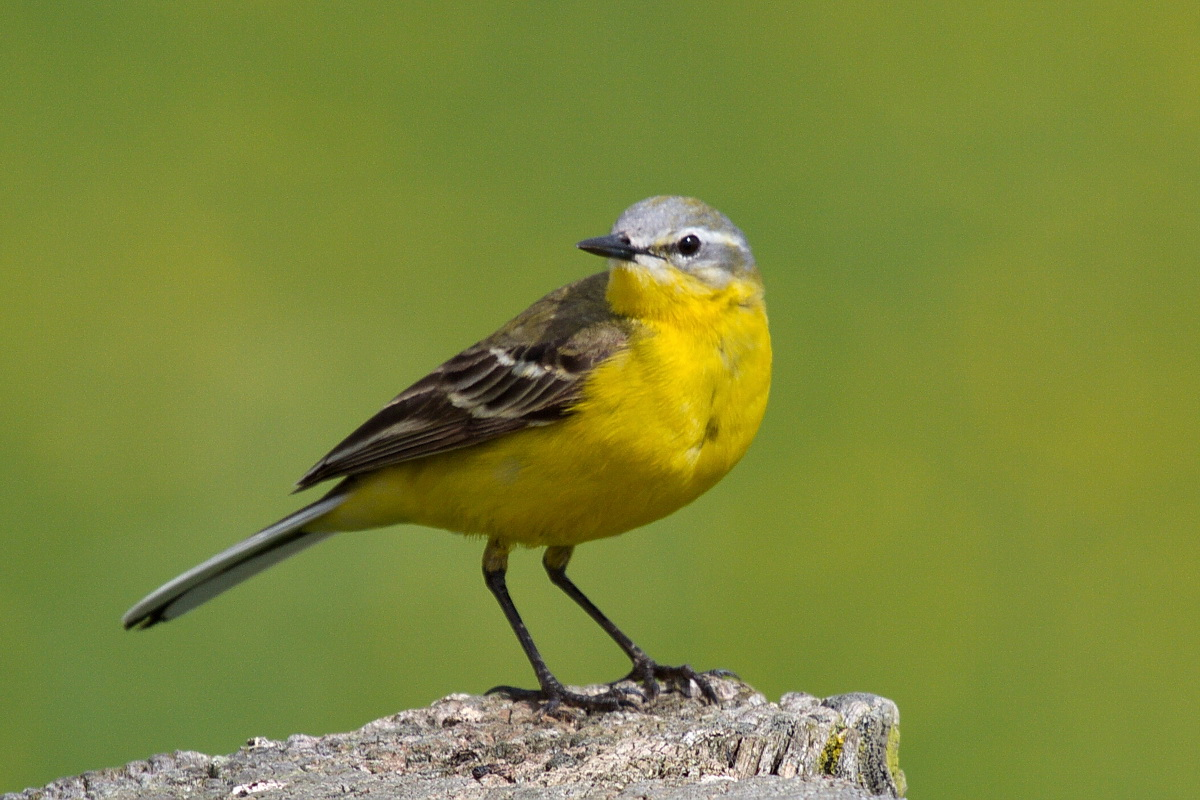
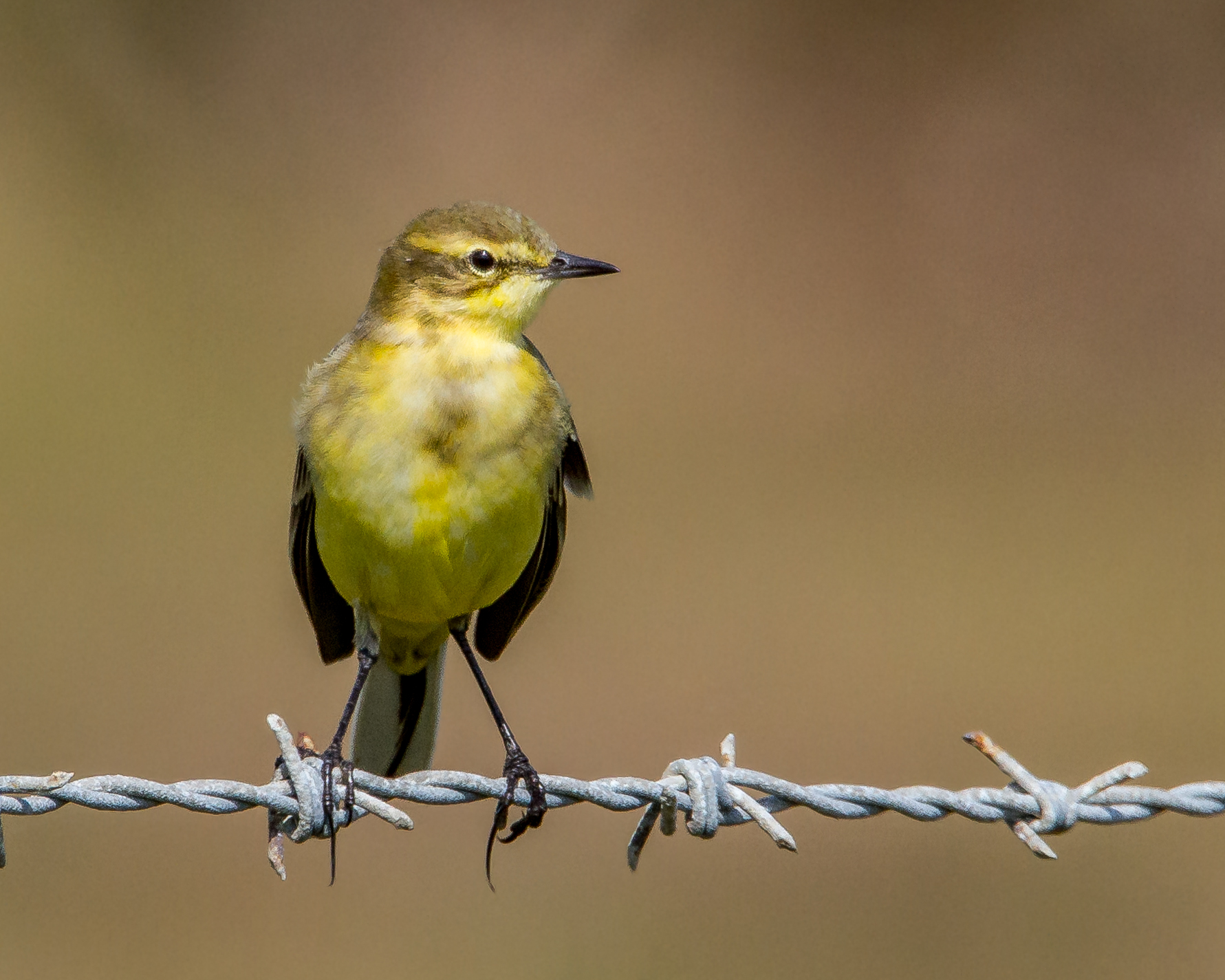
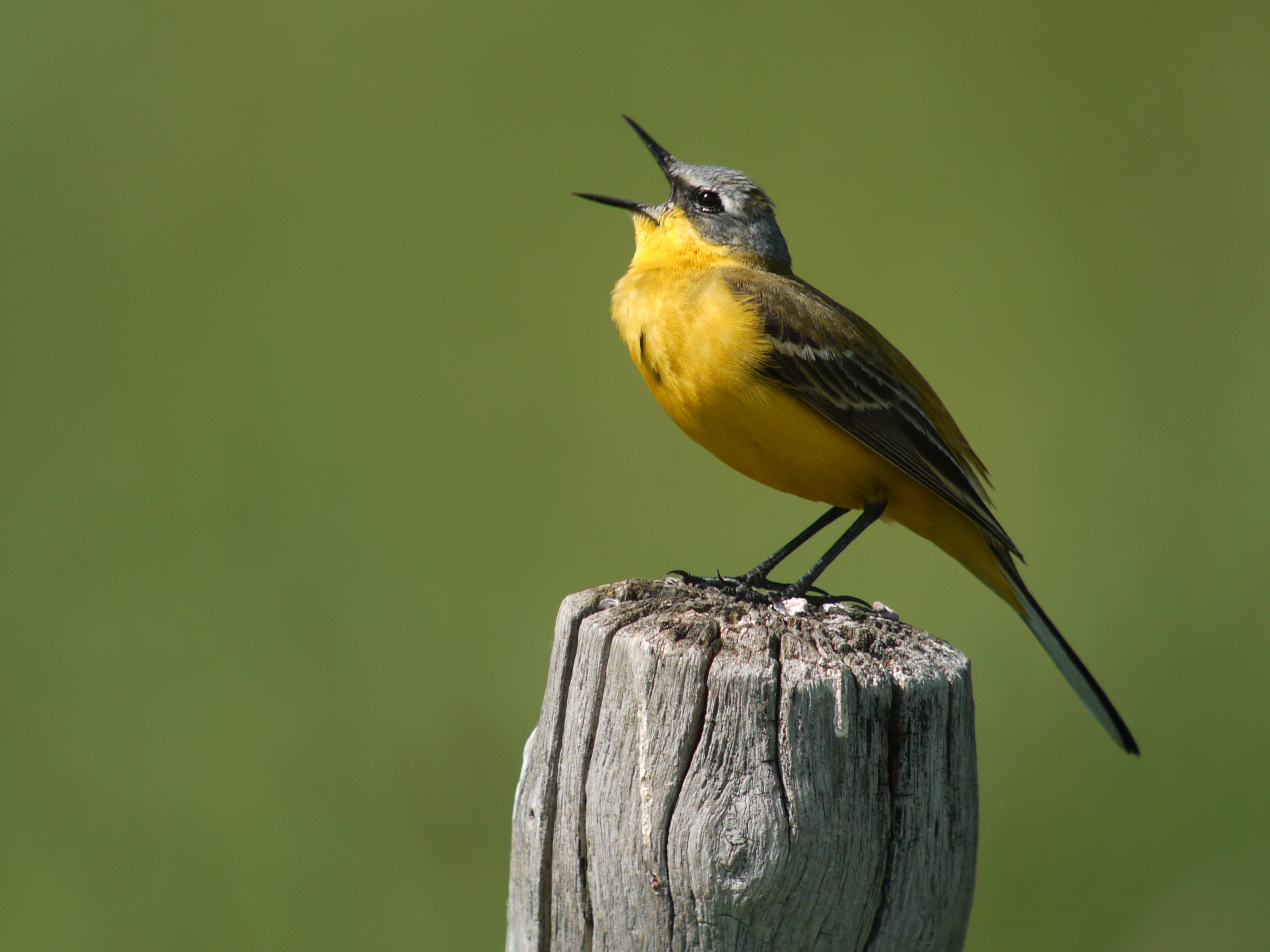